# Antídoto
Antídoto ou contraveneno é uma substância ou mistura que neutraliza os efeitos de um veneno.
Esta ação pode reagir diretamente com o veneno ou amenizar/reverter a ação biológica causada por ele. Por exemplo, metais pesados podem se acumular no tecido gorduroso ou nervoso, causando danos (ver mercúrio e chumbo), e o antídoto consiste em substâncias que se combinam com eles, evitando-os de agir no organismo. Já agentes neurotóxicos como alguns inseticidas e gases de guerra química, como sarin, não são atacados diretamente, consistindo o antídoto de substâncias que revertem ou anulam sua ação, como atropina (usada em colírios para exame), em complemento de outras, até que a substância seja metabolizada ou excretada pelo organismo.
Lembre-se que casos de envenenamento devem ser comunicados sempre aos bombeiros, polícia e hospitais, mesmo que a pessoa esteja aparentemente bem. Muitos venenos tem ação lenta, matando horas após a primeira exposição, se não houver tratamento adequado.
Também vale lembrar que antídotos também podem prejudicar a saúde se aplicados de forma incorreta. A atropina, por exemplo, alivia o efeito dos agentes neurotóxicos, dando tempo para que o atingido possa chegar a um hospital, mas não cura. O uso em excesso causa arritmia, entre outros.